# Van Tassell
Van Tassell est une municipalité américaine située dans le comté de Niobrara au Wyoming.
Lors du recensement de 2010, sa population est de 15 habitants. La municipalité s'étend sur 1,83 milles carrés (4,74 km2).en juillet 2017 le panneau situé à l'entrée de la commune indiquait une population de 11 habitants.